# Nadine Angerer
Nadine Marejke Angerer (sinh ngày 10 tháng 11 năm 1978) là một thủ môn bóng đá người Đức đã giải nghệ. Ngày 13 tháng 1 năm 2014, cô đoạt giải Quả bóng vàng FIFA dành cho nữ. Cô đã trở thành nữ thủ môn đầu tiên giành được giải thưởng này.
Cô hiện là huấn luyện viên thủ môn của câu lạc bộ Portland Thorns của giải NWSL.

## Sự nghiệp
Angerer đã sinh tại Lohr am Main, cô bắt đầu sự nghiệp bóng đá tại ASV Hofstetten ở vị trí tiền đạo. Cô được phát hiện là một thủ môn tài năng khi tình cờ được thay thế cho một thủ môn chính, bị chấn thương khi cô tham gia giải thi đấu dành cho thanh thiếu niên.
Năm 1995, cô chuyển đến 1. FC Nürnberg, một năm sau đó cô đến FC Wacker München.
Từ năm 1999 đến năm 2001, Angerer chơi ở Bayern München, cô đã giúp cho đội này đứng đầu giải Bundesliga của Đức.
Năm 2001, cô chuyển sang FFC Turbine Potsdam. Cô đoạt hai giải vô địch quốc gia Bundesliga, ba cúp quốc gia của và Cúp UEFA nữ mùa giải 2004–05.
Sau bảy năm tại Potsdam, Angerer rời Đức vào năm 2008 để chơi cho CLB Djurgårdens IF của Thụy Điển. Nhưng cô đã trở về Đức chỉ sau một mùa giải tham gia và về FFC Frankfurt. Ở đây cô đã giành được Cúp quốc gia Đức trong lần thứ thứ tư cùng Frankfurt vào năm 2011.
Trong khi tham gia UEFA Euro nữ 2013, Angerer công bố cô đã ký hợp đồng chuyển nhượng tự do với Brisbane Roar để chơi ở W-League của Úc.
Cô tuyên bố giải nghệ ngày 13 tháng 5 năm 2015.

## Đời tư
Sau khi bỏ việc học làm kỹ thuật viên sự kiện, Angerer thực tập làm bác sĩ vật lý trị liệu và rút lui khỏi đội tuyển quốccs gia một thời gian trong khoảng thời gian 2006-07 để hoàn thành các bài kiểm tra. Angerer phát biểu trên tạp chí Die Zeit vào tháng 12 năm 2010 rằng cô cô không phân biệt giới tính khi cân nhắc về các mối quan hệ tình cảm.

## Danh hiệu

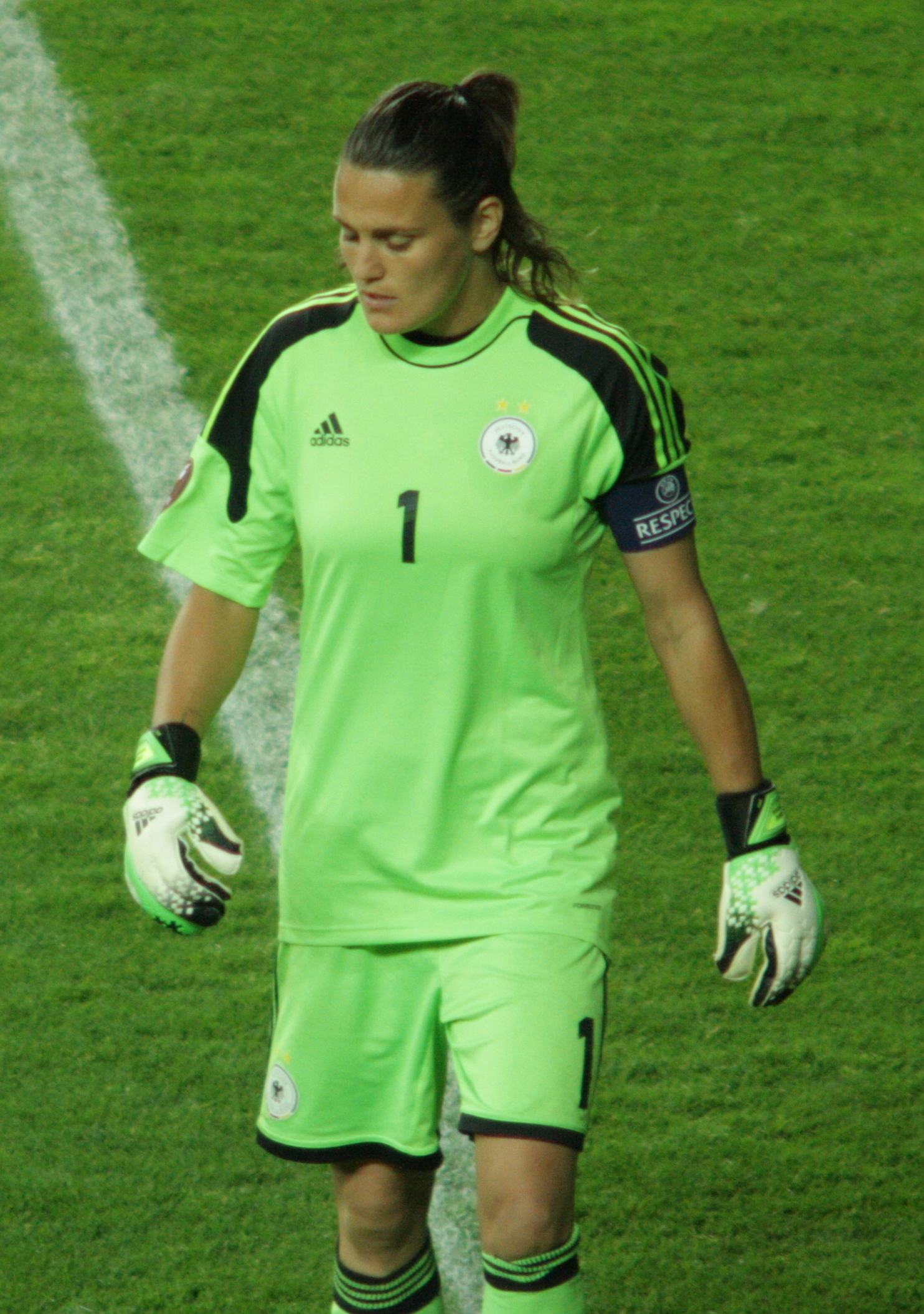
Angerer mang băng đội trưởng đội tuyển Đức tại Euro 2013

### Câu lạc bộ
Turbine Potsdam
- UEFA Women's Cup: Vô địch 2004-05
- Bundesliga: Vô địch 2003-04, 2005-06
- DFB-Pokal: Vô địch 2003-04, 2004-05, 2005-06

1. FFC Frankfurt
- DFB-Pokal: Vô địch 2010-11

### Quốc tế
- Giải vô địch bóng đá nữ thế giới: Vô địch 2003, 2007
- Giải vô địch bóng đá nữ châu Âu: Vô địch 1997, 2001, 2005, 2009, 2013
- Huy chương đồng Thế vận hội: 2000, 2004, 2008

### Cá nhân
- Đội hình toàn sao Giải vô địch bóng đá nữ thế giới: 2007
- Silbernes Lorbeerblatt
- Cầu thủ nữ xuất sắc nhất châu Âu của UEFA: 2013
- Cầu thủ xuất sắc nhất năm của FIFA: 2013